# Gottlieb von Zötl
Gottlieb Zötl, später Ritter von Zötl, (* 1. September 1800 in Kitzbühel; † 6. Januar 1852 in Hall in Tirol) war ein österreichischer Forstwissenschaftler.

## Leben
Zötl erhielt den ersten Unterricht in seinem Heimatort. Anschließend besuchte er die Realschule und das Gymnasium in Innsbruck. Nach annähernd zweijähriger Tätigkeit in kaufmännischen Berufen, ging er zum Waldamt nach Kitzbühel, an dem er seine forstwirtschaftliche Ausbildung begann. 1819 trat er in die forstwirtschaftliche Dienstlaufbahn ein und wurde Waldaufseher im Oberinntal. 1821 wurde er zum Forstwart befördert und dabei mit dem Revier Stanzer Tal betraut, ging jedoch, um den Grundstein für seine weitere Laufbahn zu legen, 1823 an die k. k. Forstlehranstalt zu Mariabrunn. Hier studierte er mit sehr guten Leistungen bis 1825, anschließend unternahm er noch eine Studienreise ins Salzkammergut, bevor er an seine Dienststelle zurückkehrte.
Zötl wurde 1827 Assistent an der Akademie in Mariabrunn, bevor er 1831 zum Forstmeister von Brixlegg befördert wurde. 1837 kam er als Forstmeister nach Hall in Tirol, wo er 1841 k.k. Bergrat wurde. Ab 1847 war er außerdem Mitglied der Waldservituten-Ablösungscommission für Tirol, später deren Leiter.
Zötl war außerdem ein hervorragender Schütze. Er bemühte sich um den Ausbau des Schützenwesens. Im Krieg in Italien 1848 war eine Inntäler Gruppe von Scharfschützen unter seiner Führung aktiv. Die Einheit trug amtlich den Namen Compagnie Zötl. Er erhielt für seine Verdienste vom Kaiser den Orden der Eisernen Krone III. Klasse und wurde dabei in den Ritterstand erhoben. Aus den italienischen Gebieten zurückgekehrt erkrankte er an einem Hirnleiden, an dem er schließlich verstarb.

## Werke (Auswahl)
- Handbuch der Forstwirthschaft im Hochgebirge, Gerold, Wien 1831.
- Anleitung zur Behandlung und Erhaltung der Baumwälder. In: Neue Jahrbücher der Forstkunde, Band 26, Dingeldey, Darmstadt 1842.